# Edgemoor Farm Dairy Barn
Edgemoor Farm Dairy Barn  es un edificio histórico ubicado en Santee, California.  Edgemoor Farm Dairy Barn se encuentra inscrito  en el Registro Nacional de Lugares Históricos desde el 16 de mayo de 1985. 

## Ubicación
Edgemoor Farm Dairy Barn se encuentra dentro del condado de San Diego en las coordenadas 32°50′36″N 116°58′09″O / 32.843333, -116.969167.